# Liste der Monuments historiques in Boissy-l’Aillerie
Die Liste der Monuments historiques in Boissy-l’Aillerie führt die Monuments historiques in der französischen Gemeinde Boissy-l’Aillerie auf.

## Liste der Bauwerke
| Bezeichnung     | Beschreibung | Standort | Kennzeichnung | Schutzstatus | Datum | Bild           |
| --------------- | ------------ | -------- | ------------- | ------------ | ----- | -------------- |
| Kirche St-André |              | (Lage)   | PA00080007    | Inscrit      | 1926  | weitere Bilder |
| Manoir de Réal  |              | (Lage)   | PA00080008    | Inscrit      | 1974  | weitere Bilder |

## Liste der Objekte
| Bezeichnung                                                           | Beschreibung                              | Standort                      | Kennzeichnung | Schutzstatus | Datum | Bild |
| --------------------------------------------------------------------- | ----------------------------------------- | ----------------------------- | ------------- | ------------ | ----- | ---- |
| Grabplatte für Jehan Maistre, Pfarrer, Nicolas Maistre und seine Frau | Stein, 1579                               | in der Kirche St-André (Lage) | PM95000082    | Classé       | 1908  |      |
| Tabernakel                                                            | Holz, erstes Viertel des 18. Jahrhunderts | in der Kirche St-André (Lage) | PM95001334    | Inscrit      | 1913  |      |
| Skulptur Madonna mit Kind                                             | Stein, zweite Hälfte des 16. Jahrhunderts | in der Kirche St-André (Lage) | PM95000081    | Classé       | 1907  |      |
| Taufbecken                                                            | Stein, 15. Jahrhundert                    | in der Kirche St-André (Lage) | PM95000083    | Classé       | 1909  |      |